# Liste der Provinzialminister der Tiroler Franziskanerprovinz
enthält die Liste der Provinzialminister der Tiroler Franziskanerprovinz enthält die Provinzialminister der Tiroler Franziskanerprovinz (1580–2007), welche in die Franziskanerprovinz Austria aufging.

## Provinzialminister der Tiroler Franziskanerprovinz
- Heinrich Sedulius, aus Cleve/Niederlanden 1580–1582
- Gabriel Raber, aus Meran, 1582–1586
- Michael Landmann, aus ?, 1586–1589
- Gabriel Raber, aus Meran, 1589–1592
- Georg Egger, aus Bayern, 1592–1595
- Heinrich Widmann, aus Bozen, 1595–1598
- Bernhard Rast, aus Dillingen/Bayern, 1598–1601
- Gabriel Raber, aus Meran, 1601–1603
- Conrad Gassmann, aus Karneid, 1603–1606
- Bernhard Rast, aus Dillingen/Bayern, 1606–1610
- Augustin Andreae, aus ?, 1610–1613
- Tobias Hendschel, aus Landshut/Bayern, 1613–1618
- Bernhard Rast, aus Dillingen/Bayern, 1618–1621
- Heinrich Seifrid, aus Geisenfeld/Bayern, 1621–1624
- Augustin Fetscher, aus Freiburg/Breisgau, 1624–1627
- Heinrich Seifrid, aus Geisenfeld/Bayern, 1627–1635
- Friedrich Gailer, aus München, 1635–1638
- Wolfgang Grindl, aus München, 1638–1641
- Friedrich Gailer, aus München, 1641–1647
- Isidor Kern, aus Aiblingen/Bayern, 1647–1650
- Wolfgang Grindl, aus München, 1650–1653
- Friedrich Gailer, aus München, 1653–1656
- Rufin Laxner, aus Bludenz, 1656–1659
- Isidor Kern, aus Aiblingen/Bayern, 1659–1662
- Matthias Schmidlin, aus Rheinfelden/Schweiz, 1662–1665
- Pirmin Ziegler, aus Zirl, 1665–1668
- Rufin Laxner, aus Bludenz, 1668–1671
- Matthias Schmidlin, aus Rheinfelden/Schweiz, 1671–1674
- Justin Kaltprunner, aus Schwaz, 1674–1677
- Hadrian Huepper, aus Bozen, 1677–1680
- Matthias Schmidlin, aus Rheinfelden/Schweiz, 1680–1683
- Justin Kaltprunner, aus Schwaz, 1683–1686
- Cosmas Wettin, aus Tramin, 1686–1689
- Hadrian Huepper, aus Bozen, 1689–1692
- Vigil Salvotti, aus Bozen, 1692–1695
- Johannes Evang. Aichperger, aus Bozen, 1695–1698
- Eustach Krackher, aus Kirchberg/Schwaben, 1698–1701
- Paschal Guetschnuer, aus Innsbruck, 1701–1704
- Johannes Evang. Aichperger, aus Bozen, 1704–1707
- Justus Redn, aus Brixen, 1707–1710
- Eustach Krackher, aus Kirchberg/Schwaben, 1710–1713
- Paschal Guetschnuer, aus Innsbruck, 1713–1716
- Benno Wenzl, aus Hall, 1716–1719
- Candidus Zangerle, aus Silz, 1719–1722
- Carl Leopold Plateoner, aus Hall, 1722–1725
- Benno Wenzl, aus Hall, 1725–1728
- Gabriel Bonaventura Preiss, aus Freiburg, 1728–1729
- Carl Leopold Plateoner (Vikar), aus Hall, 1729–1731
- Dismas Mairl, aus Bozen, 1731–1734
- Innozenz Hofer, aus Bozen, 1734–1737
- Anaclet Weiller, aus Innichen, 1737–1739
- Dismas Mairl, aus Bozen, 1739–1742
- Innozenz Hofer, aus Bozen, 1742–1745
- Anaclet Weiller, aus Bozen, 1745–1748
- Adalbert Kleinhans, aus Latsch/Vinschgau, 1748–1751
- Dismas Mairl (Vikar), aus Bozen, 1751
- Innozenz Hofer, aus Bozen, 1751–1753
- Dismas Mairl (Vikar), aus Bozen, 1753–1754
- Arbogast Krassnigg, aus Bozen, 1754–1757
- Wilhelm Altstetter, aus Innsbruck, 1757–1760
- Jakob Praun, aus Freiburg, 1760–1763
- Cäsar Prandstetter, aus Mils bei Hall, 1763–1766
- Epiphan Magginger, aus Jenbach, 1766–1769
- Jakob Praun, aus Freiburg, 1769–1772
- Cäsar Prandstetter, aus Mils bei Hall, 1772–1773
- Epiphan Magginger (Vikar), aus Jenbach, 1773–1774
- Vigil Greiderer (Vikar), aus Kufstein, 1774–1775
- Arsenius Kammerer, aus Bozen, 1775–1778
- Simon Widmann, aus Brixen, 1778–1781
- Amand von Freysing, aus Innsbruck, 1781–1784
- Mauritius Schmid, aus Ried/Oberinntal, 1784–1791
- Amand von Freysing, aus Innsbruck, 1791–1803
- Ezechiel Lang, aus Elbigenalp, 1803–1809
- Hyazinth Larcher, aus Bozen, 1809–1824
- Dismas Tuzer, aus Unterinn/Ritten, 1824–1833
- Arbogast Schöpf, aus Haiming, 1833–1839
- Dismas Tuzer, aus Unterinn/Ritten, 1839–1842
- Arbogast Schöpf, aus Haiming, 1842–1845
- Lucas Rauth, aus Biberwier, 1845–1851
- Arbogast Schöpf (Vikar), aus Haiming, 1851
- Joseph Cupertin Fridl, aus Reutte, 1851–1857
- Johann Capistran Sojer, aus Schwaz, 1857–1863
- Alois Strobl, aus Innsbruck, 1863–1866
- Eugen Schönherr, aus Fließ, 1866–1872
- Arsenius Nidrist, aus Tisens, 1872–1878
- Michael Erhart, aus Piller, 1878–1887
- Generos Heubacher, aus Schwaz, 1887–1893
- Joachim Schroffenegger, aus Steinegg bei Bozen, 1893–1899
- Ambros Runggaldier, aus Kastelruth, 1899–1900
- Agapit Simmerle (Vikar), aus Perdonig, 1900–1902
- Agapit Simmerle, aus Perdonig, 1902–1905
- Agnell Fischer, aus Bregenz, 1905–1908
- Gebhard Spiegel, aus Dornbirn, 1908–1914
- Lukas Rangger, aus Zirl, 1914–1917
- Gebhard Spiegel, aus Dornbirn, 1917–1921
- Egwin Berkhofer (Vikar), aus Pettneu am Arlberg, 1921–1923
- Egwin Berkhofer, aus Pettneu am Arlberg, 1923–1926
- Rainer von An der Lan, aus Bozen, 1926–1932
- Epiphan Redhammer, aus Ort/Oberösterreich, 1932–1935
- Egwin Berkhofer, aus Pettneu am Arlberg, 1935–1944
- Epiphan Redhammer, aus Ort/Oberösterreich, 1944–1948
- Berard Jäger (Vikar), aus Steyr/Oberösterreich, 1948–1950
- Berard Jäger, aus Steyr/Oberösterreich, 1950–1956
- Florian Schachl, aus Enns/Oberösterreich, 1956–1965
- Bonifaz Madersbacher, aus Matrei am Brenner, 1965–1970
- Clemens Prieth, aus Zams, 1970–1983
- Peter Paul Mayer, aus Innsbruck, 1983–1992
- Wolfgang Heiß, aus Pettnau, 1992–2001
- Rupert Schwarzl, aus Kals/Osttirol, 2001–2007, danach 2007–2011 Provinzial der Franziskanerprovinz Austria

## Provinzialminister der Vorderösterreichischen Franziskanerprovinz
(1783 von der Tiroler Provinz getrennt)
- Cyprian Frings, aus Langenargen/Bodensee, 1783–1795
- Marcus Hild, aus Ehingen an der Donau, 1796–1802
- Adam Pelle, aus Füssen/Allgäu, 1802–1816

## Provinzialminister der Südtiroler Franziskanerprovinz
(1926–2001 von der Tiroler Provinz getrennt)
- Justus Kalkschmid (Kommissar), aus Kirchbichl/Unterinntal, 1926–1934
- Justus Kalkschmid (Provinzial), aus Kirchbichl/Unterinntal, 1934–1940
- Friedrich Kompatscher, aus Völs/Schlern, 1940–1946
- Justus Kalkschmid, aus Kirchbichl/Unterinntal, 1946–1952
- Friedrich Kompatscher, aus Völs/Schlern, 1952–1955
- Herkulan Oberkalmsteiner, aus Afing, 1955–1960
- Adalbert Pellegrini, aus Arabba/Buchenstein, 1960–1972
- Eduard Kaiser, aus St. Johann/Ahrn, 1972–1978
- Valentin Gasser, aus Bozen, 1978–1984
- Albert Lageder, aus Bozen, 1984–1990
- Willibald Hopfgartner, aus Lienz/Osttirol, 1990–1996
- Georg Reider, aus Pens/Sarntal, 1996–2001